# Гомес да Силва, Жуан
Жуа́н Вито́р Го́мес да Си́лва, более известный как просто Жуа́н Го́мес (порт. João Victor Gomes da Silva; род. 12 февраля 2001, Рио-де-Жанейро) — бразильский футболист, полузащитник клуба «Вулверхэмптон Уондерерс» и сборной Бразилии.

## Биография
Жуан Гомес вырос в квартале Рамос на севере Рио-де-Жанейро. Его воспитывали мать Моника и дед Мириньо (умер в 2019 году), который на протяжении многих лет тренировал любительские команды; вся семья болела за «Фламенго». В семь лет Жуан попробовал свои силы в детской школе «Васко да Гамы», но через год вместе со своим другом ушёл в академию «Фламенго», где прошёл через все возрастные категории.
С 2019 года Гомес начал играть за молодёжную команду «Фламенго» — это высший уровень в клубной системе перед переходом непосредственно к профессиональной команде. В январе 2020 года опорного полузащитника привлекли к тренировкам с основным составом, и в январе его стали заявлять на игры чемпионата штата. «Фламенго» в итоге выиграл чемпионат, хотя Гомес на поле ни разу не появился.
В начале марта 2020 года Жуан Гомес вместе с «Фламенго» выиграл молодёжный Кубок Либертадорес — в финале «рубро-негрос» обыграли сверстников из парагвайского «Либертада» со счётом 5:2, причём Гомес забил первый гол своей команды.
На профессиональном уровне Жуан Гомес дебютировал в матче Кубка Либертадорес 22 октября 2020 года. «Фламенго» дома со счётом 3:1 обыграл колумбийский «Хуниор». Гомес вышел на замену Вилиану Арану в начале второго тайма.
1 ноября 2020 года Жуан Гомес дебютировал в бразильской Серии A. «Фламенго» в матче 19 тура чемпионата Бразилии принимал «Сан-Паулу». Хозяева уступили со счётом 1:4. До конца сезона, который завершился уже в начале 2021 года из-за пандемии COVID-19, Жуан Гомес сыграл ещё в 10 матчах Серии A. В итоге «Фламенго» сумел выиграть чемпионат страны.
В феврале 2021 года Гомес подписал новый контракт с «Фламенго» до конца 2025 года.
Вместе с «Фламенго» Жуан Гомес в 2021 году завоевал Суперкубок Бразилии, выиграл чемпионата штата Рио-де-Жанейро, а также дошёл до финала Кубка Либертадорес, где 27 ноября «красно-чёрные» уступили соотечественникам из «Палмейраса». 1 апреля 2025 года Гомес подписал новый пятилетний контракт с клубом с опцией продления ещё на год.

## Достижения
- Чемпион штата Рио-де-Жанейро (2): 2020 (не играл), 2021
- Чемпион Бразилии (1): 2020
- Обладатель Суперкубка Бразилии (1): 2021
- Финалист Кубка Либертадорес (1): 2021
- Победитель молодёжного Кубка Либертадорес (1): 2020